# Canales de la Sierra
Canales de la Sierra è un comune spagnolo di 86 abitanti situato nella parte sudoccidentale della comunità autonoma di La Rioja, all'inizio della valle del fiume Najerilla.

## Inquadramento geografico
Il paese si trova a circa 1200 m di altitudine presso il versante settentrionale della Sierra de la Demanda, un'area montuosa ricca di foreste di faggi, pini e querce oltre che una nutrita fauna selvatica comprendente lupi, cervi, nutrie, e diverse specie di rapaci.
In prossimità del villaggio, nasce il torrente Canales che si immette, presso Villavelayo, nel Neila costituendo il fiume Najerilla. Il Najerilla, che riceve l'apporto di numerosi altri collettori e possiede un ampio bacino imbrifero, ha dato origine alla valle fluviale omonima ed uno dei principali affluenti dell'Ebro.

## Monumenti e luoghi d'interesse
Il paese ebbe il suo momento di massimo splendore fra il XVI e XVII secolo: a quell'epoca risalgono alcune ville ed edifici storici del paese.
Gli edifici più significativi, a livello architettonico, sono le due chiese di Santa Maria e di San Cristóbal (San Cristoforo). Quest'ultima è un edificio di culto in stile romanico risalente al XII secolo e sorto sull'onda dell'enorme popolarità dei pellegrinaggi lungo il cammino di Santiago di Compostela (pur non costituendone una tappa) che fecero da propulsori della diffusione dell'arte romanica in Spagna. Gli interni della chiesa hanno subito un rifacimento in epoca barocca, ma conservano ancora il fonte battesimale originario del XII secolo.
Nelle vicinanze della chiesa sorge la cappella votiva (ermita) di san Antonio del XVII secolo. Altri due edifici analoghi (Ermita de san Juan de Mata, La Soledad) sorgono poco distante dal paese.

## Tradizioni popolari
Sebbene oramai nessuno degli abitanti censiti risieda stabilmente a Canales, il paese si ripopola durante le festività estive che attraggono anche un gran numero di turisti.
Una festa caratteristica è la "cena de los mozos" (cena dei ragazzi) che si svolge nell'ultimo fine settimana del mese di luglio nell'ambito dei festeggiamenti per la festa patronale in onore di san Giacomo che cade il 25 luglio.
I giovani in età adolescienzale (mozos) si pongono sotto l'autorità dei cosiddetti alcaldes/alcaldesas de mozos (sindaci e sindachesse dei ragazzi) durante i giorni delle festività che concludono con il canto, di fronte alle porte del municipio, di un inno alla città di Canales.

Durante le festività queste compagnie intonano delle canzoni per coloro che si sono sposati nel corso dell'anno. I testi vengono preparati il giorno prima e contengono riferimenti ai neosposi e ai loro familiari che le ascoltano affacciati al balcone della loro casa. Terminata la rappresentazione, consegnano loro una copia del testo e gli augurano un felice matrimonio.
A Canales è sentita la venerazione per la Vergine della Solitudine, patrona del paese. Ancor oggi esistono gli Esclavos de la Virgen (Schiavi della Vergine), un gruppo di persone, costituito da abitanti di Canales e del circondario, che celebra la vigilia del giorno del pellegrinaggio alla cappella (ermita) della Solitudine (La Soledad). La statua della Vergine viene portata quindi in paese dove rimane tutta l'estate esposta all'adorazione dei fedeli che recitano il Salve mater misericordiae durante il canto dei vespri fino al giorno del suo ritorno nella cappella.

## Curiosità

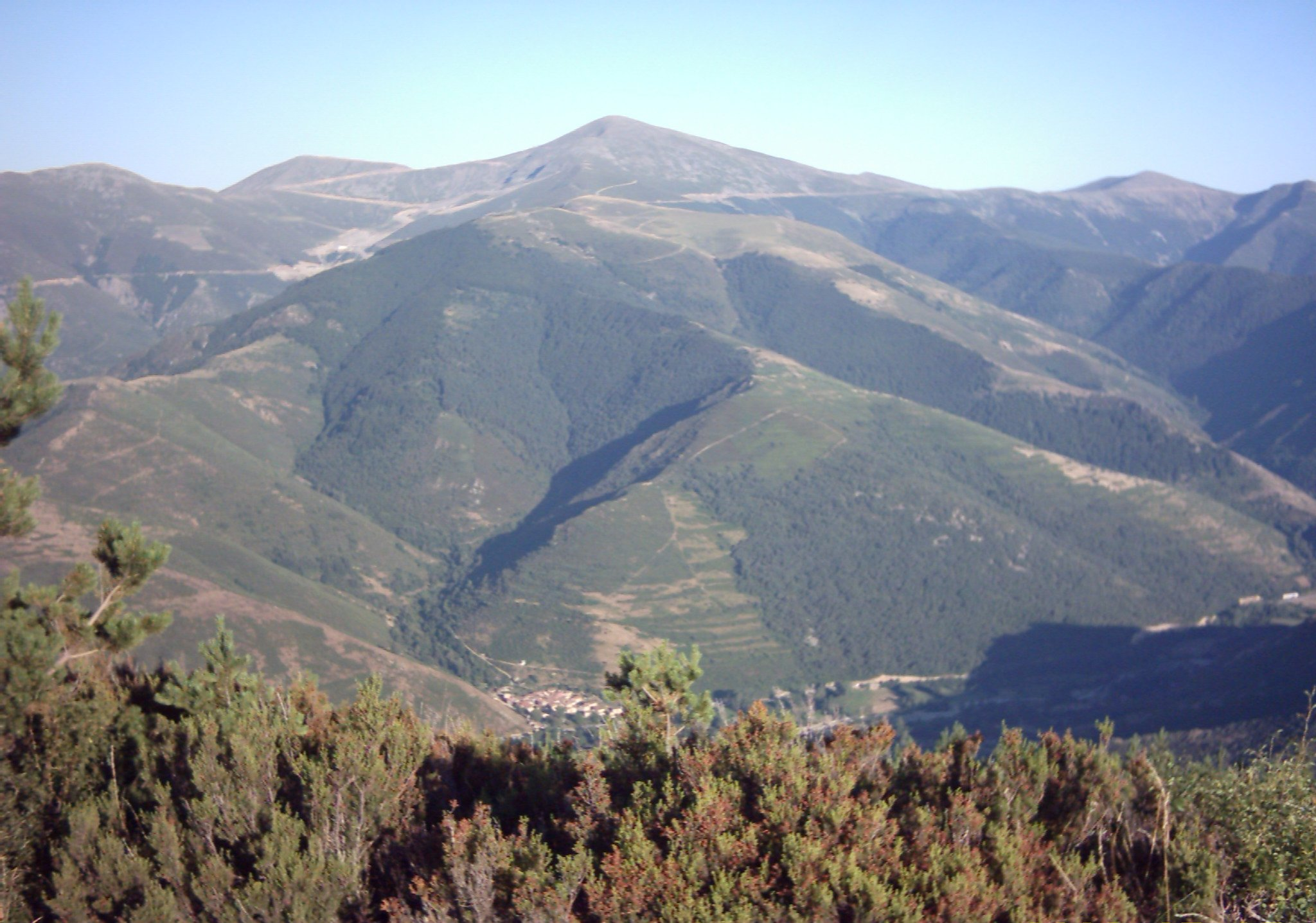
Una foto della Sierra de la Demanda. Sullo sfondo il monte San Lorenzo

Sul versante montuoso, nelle vicinanze della cappella di San Juan de Mata si rinvengono facilmente cristalli (probabilmente staurolite) geminati a croce che in epoca medioevale erano considerati miracolosi e curativi.